# 脱出 (1944年の映画)
『脱出』（だっしゅつ、To Have and Have Not）は、1944年のアメリカ合衆国の冒険映画。監督はハワード・ホークス、出演はハンフリー・ボガートとローレン・バコールなど。アーネスト・ヘミングウェイの1937年の小説『持つと持たぬと』を映画化した作品で、第二次世界大戦下のフランスの島を舞台に、あるフランス人夫妻の脱出を助けることになった米国人男性を描いている。
同原作の映画化作品には他に『破局』（1950年）と『裏切りの密輸船』（1958年）がある。

## ストーリー
ナチス・ドイツのフランス侵攻でフランスが敗北した直後の1940年夏、事実上ナチス・ドイツの傀儡政権であったヴィシー政権下にあるフランス領マルティニーク島（西インド諸島の一島）のフォール＝ド＝フランスで、アメリカ人のハリー・モーガン（ハンフリー・ボガート）は釣り船の船長として気ままに暮らしている。乗組員は、かつて一等航海士だったものの、アルコールにおぼれ、ハリーが愛情を持って世話をするようになった、おっちょこちょいのエディ（ウォルター・ブレナン）だ。この島は、自由フランスに好意的な人々が多く住む、反体制運動の火薬庫のような場所であった。
ハリーの客のジョンソン（ウォルター・サンド）は、ハリーに825ドルの借金があり、彼は口座に振り込むだけのお金がないと言うが、翌日銀行が開いたら資金を用意すると約束する。
ハリーが住んでいるホテルの主人のフレンチー（マルセル・ダリオ）に声をかけられ、フランス人レジスタンスを助けるために、島に人を密航させるよう頼まれる。しかしハリーは、現在の政治的な状況とは無関係でありたいと思い、これを拒否する。ハリーはこのホテルで、リオから飛行機でやってきた若いアメリカ人旅行者、マリー・ブロウニング（ローレン・バコール）を見かける。酔ったジョンソンに誘われないように、彼女はホテルのバーでピアニストのクリケット（ホーギー・カーマイケル）と彼のアンサンブルと「アム・アイ・ブルー」のデュエットを志願する。
観察眼の鋭いハリーは、マリーがジョンソンのポケットを探っているのに気づき、自分の部屋の真向かいにある彼女の部屋まで追いかけ、財布をジョンソンに返させる。その時、ホテルの前で警察とレジスタンスの銃撃戦が起こり、ジョンソンは流れ弾に当たって死んでしまう。警察はハリーら数人を連行し、ジョンソンの財布とハリーのパスポート、そして抵抗するハリーの金を押収する。
一文無しになったハリーがホテルに戻ると、フレンチーが、抵抗軍のポール・ド・バルザック（ウォルター・スロヴィー）とその連れを近くの小島からマルティニークに運ぶために、ハリーを雇うと申し出、ハリーはしぶしぶ引き受ける。マリーは、ハリーに惹かれるが、ハリーは稼いだ金で彼女に米国への航空券を買ってやる。
ハリーは船で約束の地点に向かい、バルザックを乗せる。連れは彼の妻（ドロレス・モラン）だった。ハリーの船は海軍の巡視船に見つかり、発砲される。バルザックは負傷したが、ハリーはなんとか船を脱出させ、事前に手配しておいた手漕ぎボートに乗客たちを乗せる。ハリーがホテルに戻ると、そこにはまだマリーが残っており、彼女は航空券を払い戻していた。ハリーもマリーに心残りがあったので喜ぶ。バルザック夫妻はホテルの地下に匿われ、フレンチーの依頼でハリーは彼の肩から銃弾を摘出する。バルザックは、自由フランス軍を助けるために、ある男を流刑地から救出するために来たのだと明かし、ハリーにこの作戦への協力を要請するが、ハリーは断る。
ハリーがバルザックを密航させたと睨んだ警察は、エディを拘束して自白させようとする。ホテルの部屋で警察に問い詰められたハリーは、とっさに警官の1人を撃ち、警部のルナール（ダン・シーモア）に銃を突きつけ、エディの釈放やバルザック夫妻の入港許可証への署名を命じる。そして、ハリー、エディ、マリーの3人はバルザックに代わって流刑地へと救出に向かうのだった。

## キャスト
※括弧内は日本語吹替（1968年12月15日『日曜洋画劇場』）
- ハリー・モーガン: ハンフリー・ボガート（久米明） - 船乗り
- マリー・ブロウニング: ローレン・バコール（大塚道子） - 米国から来たスリ
- エディ: ウォルター・ブレナン（辻村真人） - ハリーの船の乗組員
- エレーヌ・ド・バルザック: ドロレス・モラン（英語版）（北浜晴子） - バルザックの妻
- クリケット: ホーギー・カーマイケル（桑原毅） - ホテルのピアノ弾き
- コーヨー警部補: シェルドン・レナード（羽佐間道夫） - 警察官。
- ポール・ド・バルザック: ウォルター・スロヴィー - レジスタンスの工作員
- フレンチー: マルセル・ダリオ - ホテルの支配人
- ジョンソン: ウォルター・サンド（英語版）（島宇志夫） - ハリーの客
- ルナール警部: ダン・シーモア（英語版）（滝口順平） - 警察官。反体制派を取り締まっている。
- その他吹替：富田耕生、中田浩二、上田敏也

## エピソード
- ヘミングウェイにホークスが、文学に対する映画の優位性を説いていて、「君の作品で最も駄作と思われる小説を原作にしても傑作映画にしてみせる」と挑発した。そうして出来上がったのが本作である[要出典]。
- ローレン・バコールのデビュー作である。バコール演じるスリムはホークス的女性像の典型と言われる[4]。
- 後に夫婦となったハンフリー・ボガートとローレン・バコールの出会いのきっかけとなった作品である[3]。なお、2人はこの映画が公開された翌年1945年に結婚した。